# Зонховен
Зонховен (на нидерландски: Zonhoven) е селище в Североизточна Белгия, окръг Хаселт на провинция Лимбург. Намира се на 4 km северно от центъра на град Хаселт. Населението му е около 19 900 души (2006).